# Jim Burns (ilustrador)
Jim Burns (Cardiff, Gales, 10 de abril de 1948) es un ilustrador británico que trabaja principalmente en el área de la ciencia ficción.

## Biografía
En 1966 se incorporó a la Royal Air Force, pero poco después se fue y se inscribió en la Newport School of Art.
Tras eso, llegó a completar una Diplomatura de 3 años en Arte y Diseño en la Escuela San Martín de Arte de Londres. Cuando salió de San Martín en 1972 ya se había unido a la recientemente establecida agencia de ilustración Young Artists. Ha permanecido con esta agencia, renombrada más tarde como Arena, desde entonces.
Burns es un ilustrador de ciencia ficción británica contemporánea. Su trabajo se centra sobre todo en la ciencia ficción con tintes eróticos. Sus pinturas son obras de realismo fotográfico generalmente complicadas con mujeres hermosas junto a máquinas avanzadas y naves espaciales. Sus últimas obras y portadas para libros tienen un tono más académico y retratan mundos lejanos e imaginarios.[cita requerida]
Además de libros y de carátulas de juegos, Burns trabajó con Ridley Scott en Blade Runner, y sus ilustraciones y pinturas abarcan gran parte del libro Mechanismo, de Harry Harrison. También ha tenido libros de sus obras publicadas, incluyendo Lightship, Planet Story (escrito por Harry Harrison), Transluminal, y Imago.
Burns ha ganado el Premio Hugo al mejor artista profesional en tres ocasiones y también ha sido galardonado con 12 Premios BSFA. Bien considerado en el fandom, fue artista invitado de honor en la Worldcon 1987.

## Trabajos
El trabajo realizado por el artista incluye portadas (en su versión para Inglaterra y/o EE. UU.) para:
- The Fury of Dracula (1987), un juego de mesa de Stephen Hand
- Dos libros de Daniel Keys Moran
  - Armageddon Blues (1988)
  - The Long Run (1989)
- Aproximadamente 30[cita requerida] libros de Robert Silverberg incluyendo The Face of the Waters (1991)
- Aristoi (1992) de Walter Jon Williams
- Upland Outlaws (1993) de Dave Duncan
- Infinity's Shore (1996) de David Brin
- The Stone Dance de la colección Chameleon de Ricardo Pinto
  - The Chosen (1999)
  - The Standing Dead (2002)
  - The Third God (2009)
- The Greg Mandel Trilogy de Peter F. Hamilton
  - Mindstar Rising (1993)
  - A Quantum Murder (1994)
  - The Nano Flower (1995)
- The Night's Dawn Trilogy de Peter F. Hamilton
  - The Reality Dysfunction (1996)
  - The Neutronium Alchemist (1997)
  - The Naked God (1999)
- A Second Chance at Eden (1998) de Peter F. Hamilton
- The Confederation Handbook (2000) de Peter F. Hamilton
- Fallen Dragon (2001) de Peter F. Hamilton
- The Commonwealth Saga de Peter F. Hamilton
  - Pandora's Star (2004)
  - Judas Unchained (2005)
- The Void trilogy de Peter F. Hamilton
  - The Dreaming Void (2007)
  - The Temporal Void (2008)